# David Koloane

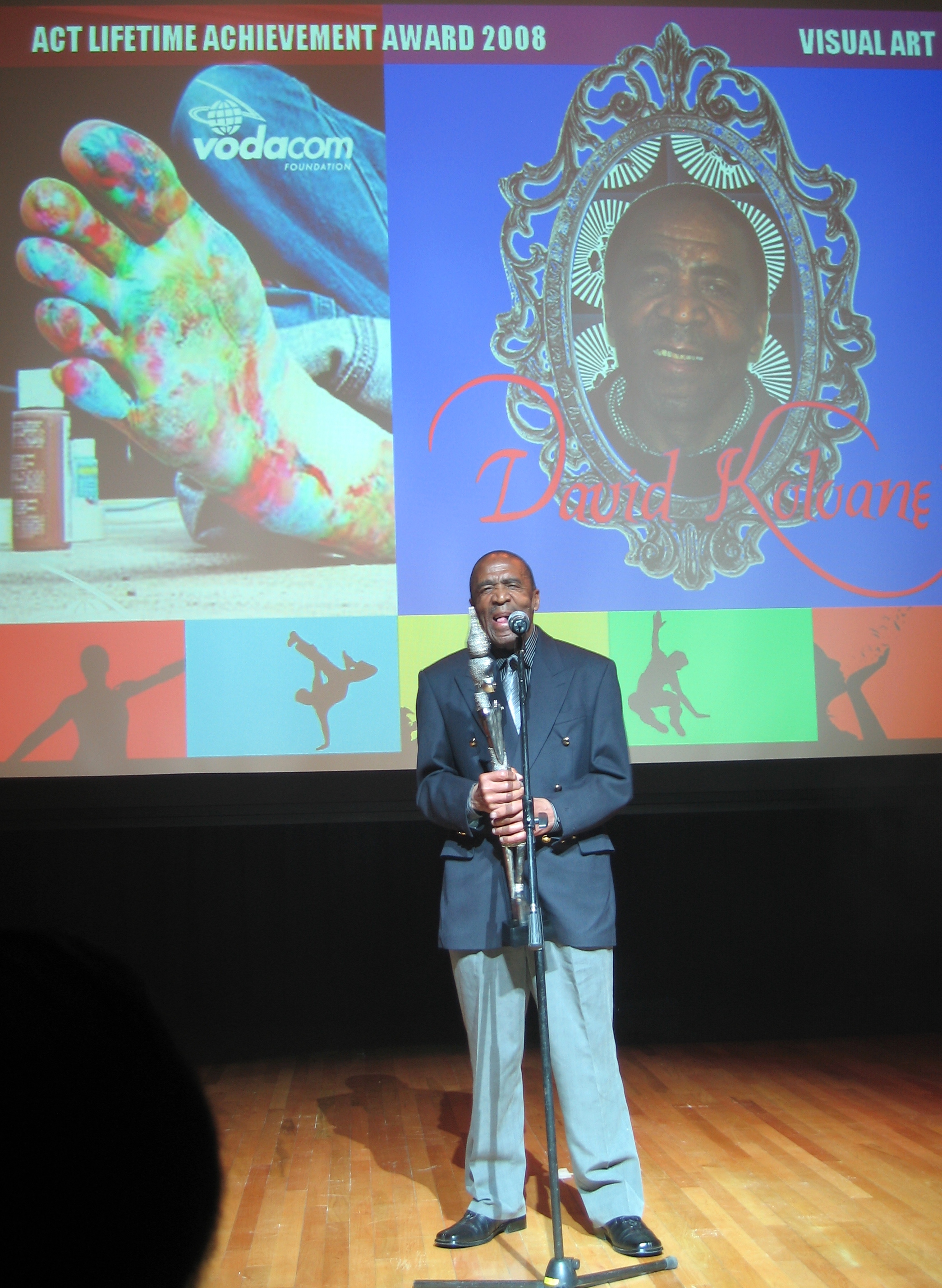
David Koloane, 2008

David Nthubu Koloane (Johannesburgo, 5 de junio de 1938-ibídem, 30 de junio de 2019) fue un pintor sudafricano cuya obra versa sobre la injusticia y los derechos humanos.

## Biografía
Se interesó en el arte ya desde secundaria. Desde 1974 a 1977 asistió a cursos en el Bil Ainsle Studios (luego Johannesburg Art Foundation). En 1977 Koloane cofundó la primera galería que representaba a artistas de color en Sudáfrica, y más tarde se dedicó a la enseñanza de arte en la township. 
En 1982, fue curador en el Culture and Resistance Art Festival de Botsuana, y de 1986 a 1988 se ocupó de la Fuba Art Gallery de Johannesburgo. En 1990 coordinó el Zabalaza Festival de Londres, donde egresó en museología en la Universidad de Londres en 1985.
Figuró como colaborador en diversos catálogos y publicó artículos en revistas especializadas. En 1998, recibió el Premio Príncipe Claus en los Países Bajos.